# Wysoczyzna Ostrzycka
Wysoczyzna Ostrzycka (Wysoczyzna Ostrzycy) – według podziału fizycznogeograficznego Jerzego Kondrackiego mikroregion leżący w południowo-zachodniej części mezoregionu Pogórza Kaczawskiego. Rozciąga się on od Doliny Bobru na zachodzie do Sokołowca na wschodzie. Od północy graniczy ze Wzniesieniami Płakowickimi, od północnego wschodu z Kotliną Proboszczowa, od wschodu z Działem Jastrzębnickim, od południa z Rowem Wlenia, a od zachodu poprzez Dolinę Bobru z Pogórzem Izerskim.
Podłoże zbudowane jest ze skał osadowych i wulkanicznych niecki północnosudeckiej. Są to górnokarbońskich margli; dolnopermskie (czerwony spągowiec) piaskowce, zlepieńce, mułowce, porfiry i melafity oraz ich tufy; górnopermskie (cechsztyn) wapienie i dolomity; triasowe piaskowce, mułowce i wapienie. W kilku miejscach przebijają je trzeciorzędowe kominy bazaltowe, m.in. Ostrzyca.
Na tych skonsolidowanych skałach zalegają piaski i żwiry trzeciorzędowe i czwartorzędowe oraz plejstoceńskie gliny zwałowe.
Krajobraz jest lekko pofalowany i poprzecinany dolinami rzek i potoków. Najwyższym wzniesieniem Wysoczyzny i całego Pogórza Kaczawskiego jest widoczna z daleka Ostrzyca (501 m n.p.m.).
Obszar ten należy do zlewni Bobru i Skorej – dopływu Czarnej Wody, a przez nią Kaczawy.

## Miejscowości
Miejscowości: Bełczyna, Proboszczów, Przeździedza, Radomiłowice i Sokołowiec.